# Encyclia alata
Encyclia alata es una especie de plantas de la familia Orchidaceae. 

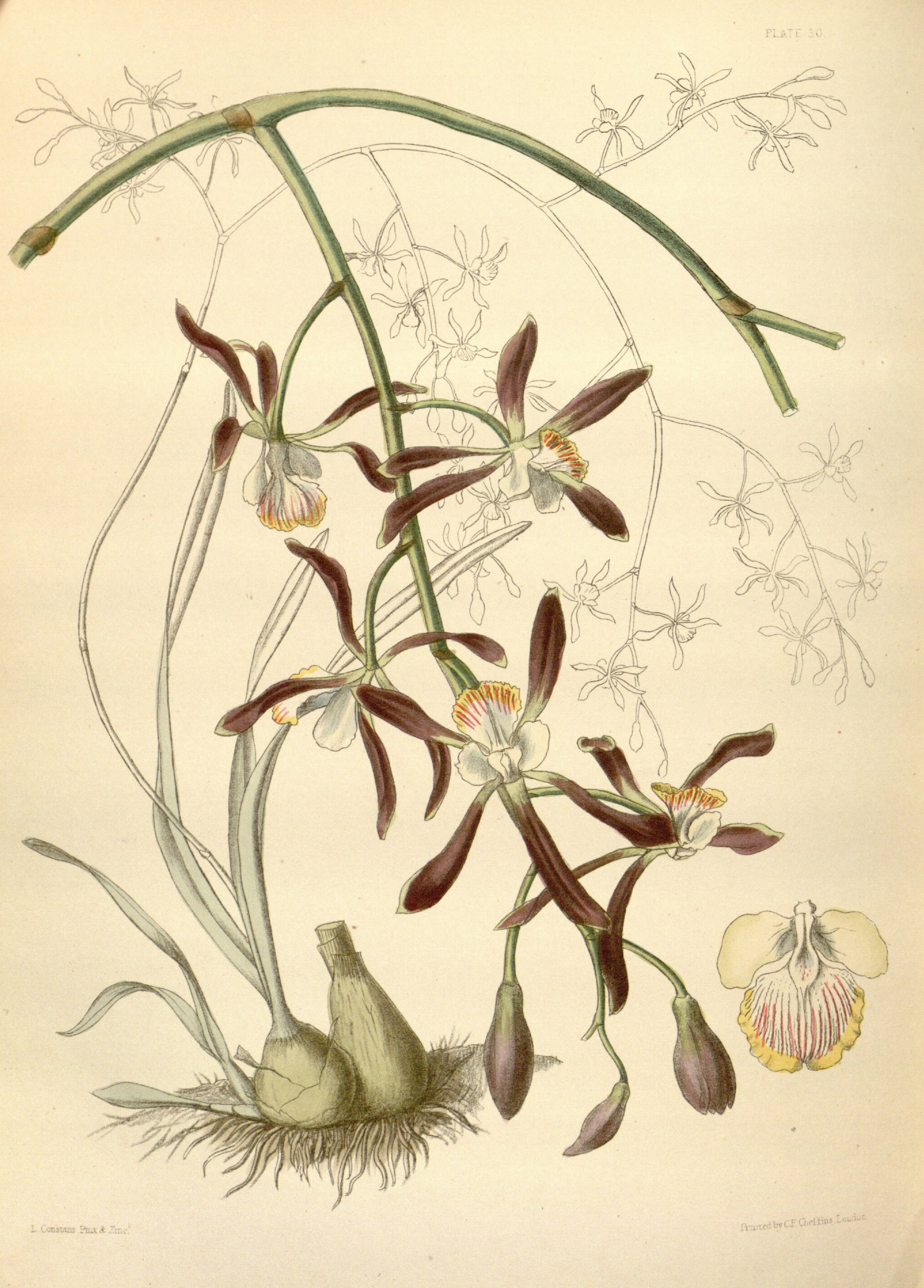
Ilustración

## Descripción
Son epífitas robustas con pseudobulbos anchamente cónicos, 6 cm de largo y 4 cm de ancho, revestidos cuando jóvenes con vainas escariosas y largas, generalmente 3-foliados. Hojas hasta 35 cm de largo y 3 cm de ancho, agudas, coriáceas.
Inflorescencia una panícula de hasta 100 cm de largo, con muchas flores, sépalos y pétalos café-rojizo obscuros con uña verdosa, el labelo con los lobos laterales amarillentos con bordes más obscuros y el lobo medio amarillo-cremoso con bordes anaranjados y nervios purpúreos, la columna y la base de los lobos laterales con manchas purpúreas; sépalos 32 mm de largo y 10 mm de ancho, subagudos, con bordes revolutos; pétalos oblicuamente oblanceolados, 32 mm de largo y 6 mm de ancho, subagudos, con uña linear; labelo profundamente 3-lobado, 25 mm de largo y 28 mm de ancho, los lobos laterales 15 mm de largo y 10 mm de ancho, ápice redondeado, la porción apical patente, la base abrazando la columna, el lobo medio suborbicular, 15 mm de largo y de ancho, agudo, bordes ondeados, disco con un callo carnoso de 10 mm de largo y 3 mm de ancho que se extiende desde la base del labelo hasta el istmo surcado, ápice 3-denticulado, el diente medio 3 mm de largo y con nervios radiantes interrumpidos, elevados y verrugosos; columna encorvada, 11 mm de largo, con 2 alas cuadradas de 2 mm de largo cerca del ápice; ovario 2 cm de largo, delgado, verrugoso, pedicelado.

## Distribución  y hábitat
Se encuentra en los  bosques de pino-encinos y bosques húmedos, a una altitud de 0–1350 metros desde México a Costa Rica. Esta especie puede reconocerse por el labelo con los lobos laterales grandes, redondeados y amplios, y el lobo medio diminutamente verrugoso, tan largo como ancho y conspicuamente bordeado de anaranjado, además de la columna con alas cuadradas.

## Taxonomía
Encyclia alata fue descrita por (Bateman) Schltr. y publicado en Die Orchideen 207. 1914.
Etimología
Ver: Encyclia
alata epíteto latino que significa "alada".
Sinonimia
- Epidendrum alatum Bateman 1840;
- Epidendrum alatum var. grandiflorum Regel 1856;
- Epidendrum alatum var. longipetalum (Lindl. & Paxton) Regel 1856;
- Epidendrum alatum var majus Hort. ex Sanders 1927;
- Epidendrum calochielum Hkr. 1841;
- Epidendrum formosum Klotsch 1853;
- Epidendrum formosum var. grandiflorum Regel;
- Epidendrum longipetalum Lindley & Paxton 1850-1[2][3][4]